# كين بلوم
كين بلوم (بالإنجليزية: Ken Bloom)‏ هو مؤرخ أمريكي، ولد في 28 نوفمبر 1949.